# Jaromír Mysliveček (fyziolog)
Jaromír Mysliveček. (23. září 1922 Humpolec – 14. června 1997 Praha) byl český lékař, fyziolog a vysokoškolský učitel. Jeho syn profesor Jaromír Mysliveček (* 1968) je rovněž fyziolog.

## Život
Narodil se v Humpolci. V letech 1945 až 1949 absolvoval Lékařskou fakultu Univerzity Karlovy v Praze. Do roku 1957 pak pracoval ve fyziologickém ústavu této fakulty. Od 1957 byl vedoucím Ústavu fyziologie a patofyziologie Lékařské fakulty Univerzity Karlovy v Plzni. V roce 1964 byl jmenován profesorem. V době tzv. normalizace, tj. represivních opatření následujících po invazi vojsk Varšavské smlouvy do Československa, byl z této funkce odvolán a v letech 1971 až 1990 pracoval na Institutu hygieny a epidemiologie v Praze. Od roku 1990 byl opět vedoucím ústavu LF UK v Plzni.

## Dílo (výběr)
- Poznáváme člověka. 1. vyd. Praha: Mladá fronta, 1953. 183 s., [24] s. obr. příl.
- Význam mozkové kůry v postnatálním vývoji savců (1963)
- Patologická fyziologie, praktická cvičení a demonstrace. Vyd. 2., přeprac. Praha: Státní pedagogické nakladatelství, 1971. 244 s.
- Základy patologické fyziologie nerstva. 1. vyd. Praha: Státní pedagogické nakladatelství, n.p., 1971. 334 s.
- Nervová soustava: funkce, struktura a poruchy činnosti. Praha: Avicenum, 1989. 318 s.
- Patologická fyziologie nervového systému. 1. vyd. Praha: Univerzita Karlova, 1994. 1 sv. ISBN 80-7066-872-5.